# Celestino Testa
Celestino Testa (Cameri, 25 marzo 1937 – Cameri, 21 marzo 2013) è stato un calciatore italiano, di ruolo centrocampista e difensore.

## Carriera
Dal 1955 al 1957 giocò nel Wild&Co., prima in Promozione (campionato che vince nella stagione 1955-1956) e successivamente nella stagione 1956-1957 in IV Serie; nella stagione 1957-1958 giocò invece 6 partite con la maglia della Nocerina nel Campionato Interregionale - Seconda Categoria 1957-1958.
Nella stagione 1959-1960 esordisce con la maglia del Novara (della cui rosa aveva fatto parte già l'anno precedente, nel quale non aveva però disputato nessuna partita di campionato) collezionando 12 presenze in Serie B; l'anno successivo gioca invece 15 partite, mentre nella stagione 1961-1962 gioca regolarmente da titolare, disputando altre 27 partite nella serie cadetta. In questa stagione segna anche il suo primo gol in carriera in Serie B, il 21 gennaio 1962 nella partita pareggiata per 2-2 sul campo del Prato. A fine anno il Novara viene retrocesso a tavolino in Serie C, categoria in cui testa milita nella stagione 1962-1963 (32 presenze), nella stagione 1963-1964 (22 presenze e 4 reti) e nella stagione 1964-1965, nella quale contribuisce alla vittoria del campionato con 23 presenze. A partire dalla stagione 1965-1966 e fino al termine della stagione 1967-1968 milita in seconda serie con il Novara, disputando in tutto altre 28 partite nell'arco di tre campionati, l'ultimo dei quali conclusosi con la retrocessione in Serie C dei piemontesi. Testa rimane in squadra per un altro anno dopo la retrocessione, giocando 22 partite di campionato nella stagione 1968-1969, conclusa la quale lascia il Novara dopo 11 campionati consecutivi.
In carriera ha giocato complessivamente 82 partite in Serie B, segnandovi anche una rete.

## Palmarès

### Club

#### Competizioni nazionali
- Serie C: 1

Novara: 1964-1965

#### Competizioni regionali
- Promozione: 1

Wild&Co.: 1955-1956